# CPM/R
CPM/R to system operacyjny, zgodny z systemem CP/M w wersji 2.2, przeznaczony do nadzorowania pracy komputera Bosman 8.
Zgodność systemu CPM/R z systemem CP/M dawała użytkownikom systemu komputerowego Bosman 8 możliwość korzystania z oprogramowania dostępnego dla systemu CP/M. Ponadto identyczna składnia dyrektyw (poleceń systemowych), poleceń edycyjnych, zasad tworzenia nazw plików, dostępność tych samych podprogramów wbudowanych, a także identyczna organizacja pamięci, ułatwiała naukę i korzystanie z systemu oraz pracę programistów korzystających z cech systemu i podprogramów wbudowanych.
System CPM/R, w porównaniu do systemu CP/M, został rozbudowany o elementy wynikające z cech specyficznych dla sprzętu, dla którego został przygotowany, czyli komputera Bosman 8. W szczególności chodzi o obsługę pamięci RAM o wielkości 512 kB. Pamięć ta była wykorzystywana między innymi jako szybki ramdysk.
Inną istotną cechą systemu jest umieszczenie zasadniczej jego części w pamięci ROM (BIOS). Po uruchomieniu komputera i przeprowadzeniu czynności wstępnych, system zgłasza się znakiem zachęty i jest gotowy do pracy. Jedynie systemowe programy narzędziowe i użytkowe, rozszerzające możliwości konsoli, jako zlecenia nierezydentne, niewymagane do prawidłowej pracy z określonymi aplikacjami użytkowymi, pozostały w postaci plików wykonywalnych dostarczanych na dyskietce.
Część rezydenta systemu została także rozszerzona o program D, łączący możliwości szeregu poleceń systemowych oraz dostarczających nowych funkcji, niedostępnych w systemie CP/M. Program D dostosowany był do współpracy z terminalami dostarczanymi wraz z komputerem Bosman 8:
- AN-2001,
- ANG-3001.

Komunikaty systemowe wyświetlane były w języku polskim.
System przypisywał następujące oznaczenia literowe do poszczególnych stacji dyskietek:
- A – dysk krzemowy[2],
- B – pierwsza stacja dyskietek[3],
- C – druga stacja dyskietek[4].